# Sandy Enge
Sandy Enge (* 30. Juni 1971 in Halberstadt) war Fußballspieler beim 1. FC Magdeburg, für den er 46 Spiele in der DDR-Oberliga bestritt. Nach 1992 spielte er bei Vereinen in Niedersachsen und dem Westmünsterland, unter anderem in der damals drittklassigen Regionalliga.

## Sportliche Laufbahn
Enge begann zunächst bei der BSG Motor Südost Magdeburg Fußball zu spielen. Mit 14 Jahren trat er in die Schülermannschaft des 1. FC Magdeburg ein und durchlief anschließend alle weiteren Nachwuchsmannschaften. Als Jugendspieler (Altersklasse 15/16) wurde er in die DDR-U-16-Nationalelf berufen und absolvierte in dieser Auswahl elf Länderspiele. Zur Saison 1987/88 wurde Enge als Mittelfeldspieler in das Aufgebot der Juniorenoberligamannschaft des 1. FC Magdeburg aufgenommen. Im Folgejahr wurde er mit dem FCM in dieser Spielklasse DDR-Meister. Als Juniorenspieler (Altersklasse 17/18) gehörte Enge auch zum Kader der U-18 des DFV und bestritt dort ein Länderspiel. Nach dem Ende seiner Schulausbildung nahm er eine Lehre zum Maschinen- und Anlagenmonteur auf.
Bereits mit 17 Jahren bestritt Enge sein erstes Punktspiel in der DDR-Oberliga. Am 27. August 1988 wurde er in der Begegnung Stahl Brandenburg – 1. FCM (1:2) als zentraler Abwehrspieler über die vollen 90 Minuten eingesetzt. Er ist damit der jüngste DDR-Oberligaspieler des FCM. Insgesamt spielte er in der Saison 1988/89 sechsmal in der ersten Liga. Im Februar 1989 nahm Enge mit der DDR-Nachwuchsnationalmannschaft an der U-20-Weltmeisterschaft 1989 in Saudi-Arabien teil. Er bestritt zwei der drei Vorrundenspiele und erzielte dabei ein Tor. Die DDR schied als Dritter der Vorrundengruppe C mit 2 Punkten aus dem Turnier aus. Im Spätsommer 1989 wurde Enge in die neu formierte DDR-Olympiaauswahl berufen, mit der er mehrere Testspiele und sechs Partien gegen andere Länder bestritt. Vor Beginn der Qualifikationsspiele für Olympia 1992, in Europa ausgetragen erstmals über die U-21-Europameisterschaft, wurde das DFV-Team im Zuge der deutschen Wiedervereinigung zurückgezogen.
Nachdem Enge mit der Juniorenmannschaft Meister geworden war, nominierte der FCM seinen 1,79 Meter großen Abwehrspieler unter anderem mit jenen ebenfalls dem eigenen Nachwuchs entstammenden Jan Köhler und Timo Ehle für die Spielzeit 1989/90 offiziell für sein Oberligaaufgebot. Enge etablierte sich sofort als Stammspieler im Abwehrbereich und kam auf 20 Punktspieleinsätze. Auch in der Spielzeit 1990/91 gehört er mit 18 Punktspielen zum Spielerstamm der Magdeburger. Außerdem wirkte er in zwei der vier Magdeburger UEFA-Pokalspiele, beide gegen die finnische Mannschaft Rovaniemi PS (0:0, 1:0), dieses Jahres mit. Die letzte eigenständige Saison des ostdeutschen Erstligafußballs diente als Qualifikationsmöglichkeit für die 1. und 2. Bundesliga. Der FCM verpasste den Sprung in den gesamtdeutschen Profifußball und so musste Enge 1991/92 mit dem FCM in der drittklassigen Amateur-Oberliga im NOFV-Bereich antreten. Von den 38 möglichen Punktspielen in diesem Spieljahr war Enge in 18 Begegnungen dabei.
Im Sommer 1992 verließ Enge den 1. FC Magdeburg und spielte in Niedersachsen und Nordrhein-Westfalen in der Dritt- und Viertklassigkeit unter anderem beim VfL Germania Leer, dem VfB Oldenburg, dem 1. FC Bocholt und Eintracht Nordhorn. Mit den Oldenburgern gewann er 1995/96 die Meisterschaft der Regionalliga Nord, wechselte aber vor Beginn der VfB-Zweitligaspielzeit ins westmünsterländische Bocholt.
Später stand er beim FC Rastede als Spieler auf dem Platz und arbeitete als Trainer in der Jugend. Von diesem Verein wechselte er 2008 zum TuS Hahn-Lehmden.